# NBL 2015-16

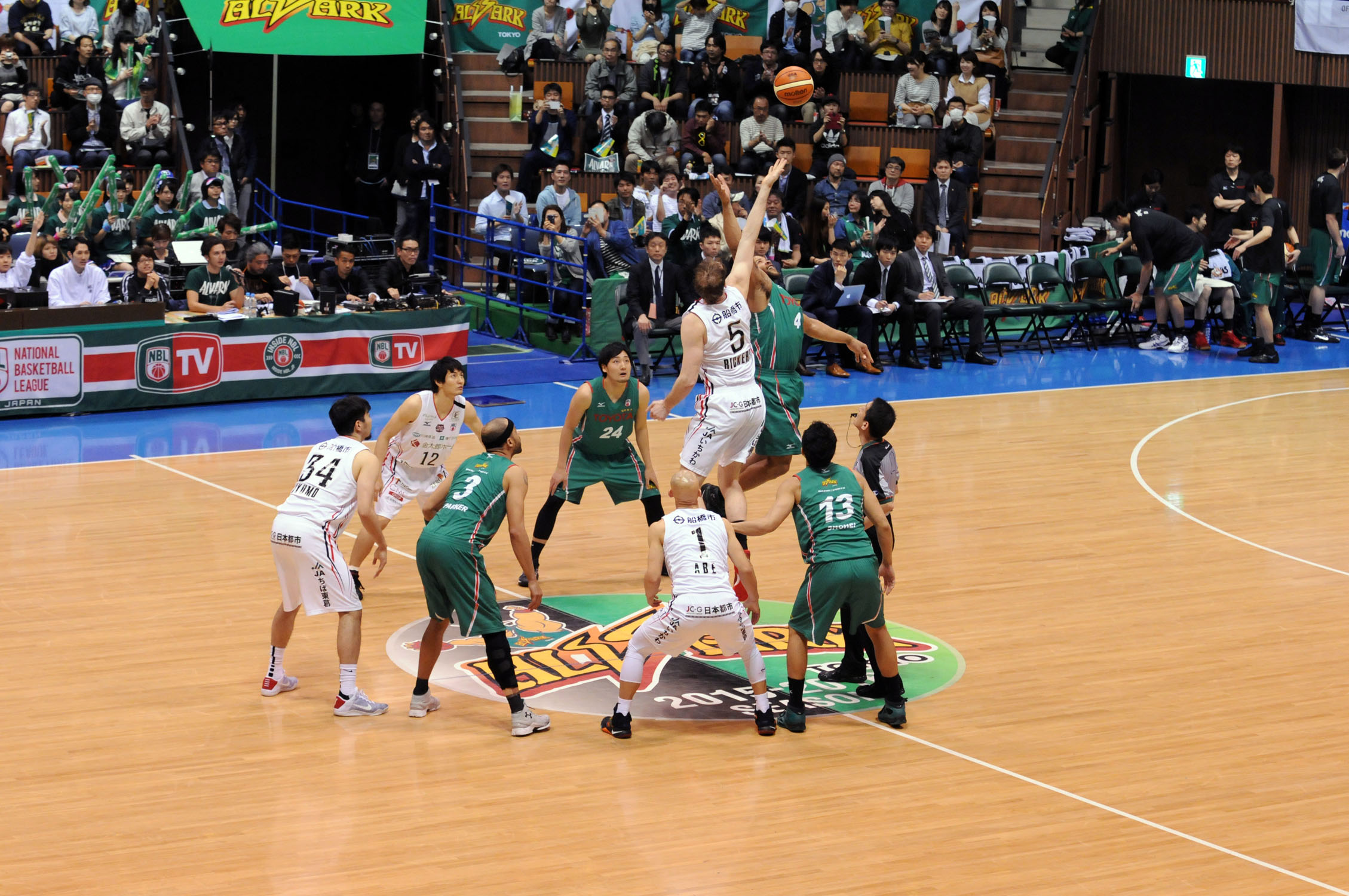
2015-2016 レギュラーシーズン、トヨタ東京対千葉ジェッツ。代々木第二体育館。

NBL 2015-16は、2015年10月9日から2016年5月まで、日本各地で行われたバスケットボールリーグである。ナショナル・バスケットボール・リーグの3年目並びに最後のシーズンとなる。

## 参加チーム
- レバンガ北海道
- サイバーダインつくばロボッツ
- リンク栃木ブレックス
- 千葉ジェッツ
- 日立サンロッカーズ東京
- トヨタ自動車アルバルク東京
- 東芝ブレイブサンダース神奈川
- アイシンシーホース三河
- 三菱電機ダイヤモンドドルフィンズ名古屋
- 西宮ストークス
- 広島ドラゴンフライズ
- 熊本ヴォルターズ

※前シーズンまで行われていたカンファレンス制を廃止。

## 試合方式

### レギュラーシーズン
- 12チームによる5回戦総当たり戦。1チーム当たり55試合。
- 1月に全日本総合バスケットボール選手権大会による中断あり。

### プレーオフ
リーグ主催中立地開催によりレギュラーシーズン上位8チームが進出。
クォーターファイナル（QF）
上位8チームをそれぞれ4ゲームに分け3戦2勝方式
セミファイナル（SF）
QF勝者による3戦2勝方式
ファイナル
SF勝者による5戦3勝方式

### オールスターゲーム
- 1月17日に開催。各カンファレンスごとにファン投票及び他推薦により選手を選出。

## 結果

### レギュラーシーズン順位
※緑色がプレーオフ進出。
| 順位 | チーム名                               | 勝 | 敗 | 勝率 | 差  | 得点 | 失点 | 得失点率 |
| 1    | トヨタ自動車アルバルク東京             | 47 | 8  | .855 | -   | 4552 | 3840 | 1.19     |
| 2    | リンク栃木ブレックス                   | 43 | 11 | .796 | 3.5 | 4345 | 3717 | 1.17     |
| 3    | 東芝ブレイブサンダース神奈川           | 37 | 17 | .685 | 6.0 | 4249 | 3999 | 1.06     |
| 4    | アイシンシーホース三河                 | 35 | 18 | .660 | 1.5 | 4224 | 3899 | 1.08     |
| 5    | 日立サンロッカーズ東京                 | 34 | 20 | .630 | 1.5 | 4304 | 4024 | 1.07     |
| 6    | レバンガ北海道                         | 28 | 27 | .509 | 6.5 | 3931 | 4002 | 0.98     |
| 7    | 三菱電機ダイヤモンドドルフィンズ名古屋 | 27 | 28 | .491 | 1.0 | 4042 | 4092 | 0.99     |
| 8    | 千葉ジェッツ                           | 22 | 33 | .400 | 5.0 | 4049 | 4195 | 0.97     |
| 9    | 広島ドラゴンフライズ                   | 17 | 38 | .309 | 5.0 | 4137 | 4279 | 0.97     |
| 10   | 熊本ヴォルターズ                       | 13 | 36 | .265 | 1.0 | 3452 | 3828 | 0.90     |
| 11   | 西宮ストークス                         | 13 | 41 | .241 | 2.5 | 4053 | 4689 | 0.86     |
| 12   | サイバーダインつくばロボッツ           | 8  | 47 | .145 | 5.5 | 3762 | 4536 | 0.83     |

### プレーオフ
クォーターファイナル（5月13日～15日）
| 戦 | ホーム                                               | スコア  | アウェイ                                         | 会場                       |
| -- | ---------------------------------------------------- | ------- | ------------------------------------------------ | -------------------------- |
| 1  | トヨタ自動車アルバルク東京 （レギュラーシーズン1位） | 73 - 68 | 千葉ジェッツ （同8位）                           | 国立代々木競技場第二体育館 |
| 2  | トヨタ自動車アルバルク東京 （レギュラーシーズン1位） | 77 - 74 | 千葉ジェッツ （同8位）                           | 国立代々木競技場第二体育館 |
| 1  | リンク栃木ブレックス （同2位）                       | 80 - 64 | 三菱電機ダイヤモンドドルフィンズ名古屋 （同7位） | ブレックスアリーナ宇都宮   |
| 2  | リンク栃木ブレックス （同2位）                       | 76 - 59 | 三菱電機ダイヤモンドドルフィンズ名古屋 （同7位） | ブレックスアリーナ宇都宮   |
| 1  | 東芝ブレイブサンダーズ神奈川 （同3位）               | 84 - 69 | レバンガ北海道 （同6位）                         | 横浜文化体育館             |
| 2  | 東芝ブレイブサンダーズ神奈川 （同3位）               | 81 - 68 | レバンガ北海道 （同6位）                         | 横浜文化体育館             |
| 1  | アイシンシーホース三河 （同4位）                     | 76 - 71 | 日立サンロッカーズ東京 （同5位）                 | ウィングアリーナ刈谷       |
| 2  | アイシンシーホース三河 （同4位）                     | 71 - 65 | 日立サンロッカーズ東京 （同5位）                 | ウィングアリーナ刈谷       |

※：太字は勝者
セミファイナル（5月21日～23日）
| 戦 | ホーム                                               | スコア  | アウェイ                               | 会場                       |
| -- | ---------------------------------------------------- | ------- | -------------------------------------- | -------------------------- |
| 1  | トヨタ自動車アルバルク東京 （レギュラーシーズン1位） | 67 - 69 | アイシンシーホース三河 （同4位）       | 国立代々木競技場第二体育館 |
| 2  | トヨタ自動車アルバルク東京 （レギュラーシーズン1位） | 79 - 84 | アイシンシーホース三河 （同4位）       | 国立代々木競技場第二体育館 |
| 1  | リンク栃木ブレックス （同2位）                       | 76 - 55 | 東芝ブレイブサンダーズ神奈川 （同3位） | ブレックスアリーナ宇都宮   |
| 2  | リンク栃木ブレックス （同2位）                       | 69 - 76 | 東芝ブレイブサンダーズ神奈川 （同3位） | ブレックスアリーナ宇都宮   |
| 3  | リンク栃木ブレックス （同2位）                       | 60 - 69 | 東芝ブレイブサンダーズ神奈川 （同3位） | ブレックスアリーナ宇都宮   |

ファイナル（5月28日～6月4日）
| 戦 | ホーム                                           | スコア  | アウェイ                               | 会場             |
| -- | ------------------------------------------------ | ------- | -------------------------------------- | ---------------- |
| 1  | アイシンシーホース三河 （レギュラーシーズン4位） | 70 - 65 | 東芝ブレイブサンダーズ神奈川 （同3位） | 大田区総合体育館 |
| 2  | アイシンシーホース三河 （レギュラーシーズン4位） | 74 - 63 | 東芝ブレイブサンダーズ神奈川 （同3位） | 大田区総合体育館 |
| 3  | アイシンシーホース三河 （レギュラーシーズン4位） | 73 - 88 | 東芝ブレイブサンダーズ神奈川 （同3位） | 大田区総合体育館 |
| 4  | アイシンシーホース三河 （レギュラーシーズン4位） | 60 - 82 | 東芝ブレイブサンダーズ神奈川 （同3位） | 代々木第二体育館 |
| 5  | アイシンシーホース三河 （レギュラーシーズン4位） | 70 - 76 | 東芝ブレイブサンダーズ神奈川 （同3位） | 代々木第二体育館 |

### オールスターゲーム

#### 出場選手
※☆=ファン投票選出。・=主催者推薦。
- EAST

HC 伊藤拓摩（トヨタ東京）
☆ 田臥勇太（リンク栃木）
☆ 湊谷安玲久司朱（サイバーダインつくば）
☆ 富樫勇樹（千葉）
☆ 竹内譲次（日立東京）
☆ ジェフリー・ギブズ（トヨタ東京）
・ 桜井良太（北海道）
・ 古川孝敏（リンク栃木）
・ 田中大貴（トヨタ東京）
・ 小野龍猛（千葉）
・ ジョシュ・ハイトベルト（日立東京）
- WEST

HC 北卓也（東芝神奈川）
☆ 辻直人（東芝神奈川）
☆ 比江島慎（アイシン三河）
☆ 竹内公輔（広島）
☆ ニック・ファジーカス（東芝神奈川）
・ 篠山竜青（東芝神奈川）
・ 五十嵐圭（三菱電機名古屋）
・ 金丸晃輔（アイシン三河）
・ ダバンテ・ガードナー（西宮）
・ 高島一貴（熊本）
・ 中東泰斗（三菱電機名古屋）

#### 結果
| 勝者 | 結果             | 敗者 | MVP                  |
| ---- | ---------------- | ---- | -------------------- |
| WEST | 152 - 145（WOT） | EAST | ダバンテ・ガードナー |

#### スリーポイントコンテスト
※☆=優勝選手。
出場選手
| 選手      | チーム         |
| --------- | -------------- |
| 古川孝敏  | リンク栃木     |
| 辻直人    | 東芝神奈川     |
| 金丸晃輔☆ | アイシン三河   |
| 飛田浩明  | 東京EX（NBDL） |
| 安藤周人  | 青山学院大     |
| 松脇圭志  | 土浦日大高     |

#### スラムダンクコンテスト
※☆=優勝選手。
出場選手
| 選手                 | チーム             |
| -------------------- | ------------------ |
| 熊谷尚也             | リンク栃木         |
| アイラ・ブラウン☆    | 日立東京           |
| ダバンテ・ガードナー | 西宮               |
| 熊澤恭平             | アイシンAW（NBDL） |
| 馬場雄大             | 筑波大             |
| 中村碧杜             | 能代工             |

## NBLアウォード
| 部門                         | 受賞者             | チーム         |
| ---------------------------- | ------------------ | -------------- |
| レギュラーシーズンMVP        | ライアン・ロシター | リンク栃木     |
| プレーオフMVP                | 辻直人             | 東芝神奈川     |
| ルーキー・オブ・ザ・イヤー   | 中東泰斗           | 三菱電機名古屋 |
| コーチ・オブ・ザ・イヤー     | 北卓也             | 東芝神奈川     |
| レフェリー・オブ・ザ・イヤー |                    |                |

### ベスト5
| P   | 受賞者             | チーム       |
| --- | ------------------ | ------------ |
| G   | 田臥勇太           | リンク栃木   |
| G/F | 比江島慎           | アイシン三河 |
| F   | 田中大貴           | トヨタ東京   |
| F/C | ジェフリー・ギブズ | トヨタ東京   |
| C   | ライアン・ロシター | リンク栃木   |

### リーダーズ
| 部門               | 受賞者               | チーム       | 記録   |
| ------------------ | -------------------- | ------------ | ------ |
| 得点               | ダバンテ・ガードナー | 西宮         | 27.8点 |
| リバウンド         | ニック・ファジーカス | 東芝神奈川   | 13.5本 |
| 野投成功率         | アイザック・バッツ   | アイシン三河 | 65.5%  |
| フリースロー成功率 | 古川孝敏             | リンク栃木   | 89.3%  |
| アシスト           | トミー・ブレントン   | リンク栃木   | 6.2本  |
| 3P成功率           | 松井啓十郎           | トヨタ東京   | 44.8%  |
| スティール         | ジェフ・ギブス       | トヨタ東京   | 2.0本  |
| ブロックショット   | ギャビン・エドワーズ | アイシン三河 | 1.7本  |

## 備考
- 4月14日に発生した熊本地震の影響で、熊本ヴォルターズの主催試合6試合が中止となった。

## 参照
1. ↑  本来ならファン投票選出で川村卓也（三菱電機名古屋）が選出されオールスターゲームに出場する予定だったがレギュラーシーズン中の怪我を理由に出場を辞退。川村に代わる選手として主催者より選出された。[1]

1. ↑  “【ALL-STAR】NBLオールスターチーム出場選手変更のお知らせ”.   NBL (2015年12月22日). 2016年2月22日閲覧。